# Light of Day
Pour plus de détails, voir Fiche technique et Distribution.
Light of Day est un film américano-canadien réalisé par Paul Schrader et sorti en 1987.

## Synopsis
Joe Rasnick travaille dans une usine de métallurgique de Cleveland. Quand vient la nuit, il monte sur scène pour jouer de la guitare avec les Barbusters, le groupe de rock qu'il a monté avec sa sœur Patti. La vie n'est pas facile pour Joe, qui essaie tant bien que mal de maintenir autour de lui une famille désunie et en conflit, de prendre soin de Patti, et de mener à bien sa carrière de musicien. Son seul plaisir est de jouer devant son public tous les soirs et de donner libre cours à son talent. Mais la tension familiale s'intensifie, jusqu'à la tragédie soudaine et brutale qui viendra frapper Joe.

## Fiche technique
Sauf indication contraire, les informations mentionnées dans cette section peuvent être confirmées par la base de données cinématographiques IMDb,  présente dans la section « Liens externes ».
- Titre original : Light of Day
- Titre alternatif français : Electric Blue
- Réalisation et scénario : Paul Schrader
- Musique : Thomas Newman
- Décors : Jeannine Oppewall
- Costumes : Jodie Lynn Tillen
- Photographie : John Bailey
- Montage : Jacqueline Cambas et Jill Savitt
- Production : Keith Barish et Rob Cohen

Producteur délégué : Doug Claybourne
Producteur associé : Alan Poul
- Budget : n/a
- Pays de production :  États-Unis
- Langue originale : anglais
- Format : Couleurs - 16/9 - 1.77 - Stéréo / Mono
- Genre : drame musical
- Durée : 102 minutes
- Dates de sortie :
  - États-Unis : 6 février 1987
  - France : inédit en salles
- Classification :
  - États-Unis : PG-13[1]
  - France : tous publics (cinéma, DVD) ; déconseillé aux moins de 10 ans (TV)[réf. nécessaire]

## Distribution
- Michael J. Fox (VF : Daniel Lafourcade) : Joe Rasnick
- Gena Rowlands (VF : Catherine Davenier) : Jeanette Rasnick
- Joan Jett (VF : Odile Schmitt) : Patti Rasnick
- Michael McKean (VF : Jean-Louis Faure) : Bu Montgomery
- Thomas G. Waites (VF : Pierre Dourlens) : Smittie
- Cherry Jones : Cindy Montgomery
- Jason Miller : Benjamin Rasnick
- Tom Irwin : le révérend Ansley
- Michael Rooker : Oogie
- David Pasquesi : un étudiant
- Trent Reznor : un membre du groupe The Problems
- Jimmie Vaughan : un membre des Fabulous Thunderbirds

## Production
Le tournage a lieu dans l'Illinois (Chicago, Crestwood, Streamwood, Berwyn, Lombard, Maywood, River Grove, Blue Island, Lincolnwood, ...), dans l'Indiana (Hammond, Whiting) et l'Ohio (Cleveland, Cleveland Heights).

## Bande originale
La musique du film comprend notamment la chanson Light of day, écrite par Bruce Springsteen, et chantée dans le film par Joan Jett et Michael J. Fox du groupe fictif The Barbusters inventé pour les besoins du film. Cette chanson sera souvent reprise en concert par Springsteen mais elle ne figure sur aucun de ses albums studio.
Liste des titres
1. Light of Day (Bruce Springsteen) – The Barbusters
2. This Means War (Joan Jett, Bob Halligan, Jr., Kenny Laguna) – The Barbusters
3. Twist It Off (Jimmie Vaughan, Kim Wilson, Fran Christina, Preston Hubbard) – The Fabulous Thunderbirds
4. Cleveland Rocks (Ian Hunter) – Ian Hunter
5. Stay with Me Tonight (Dave Edmunds, John David) – Dave Edmunds
6. It's All Coming Down Tonight (Frankie Miller, Andy Fraser) – The Barbusters
7. Rude Mood (Stevie Ray Vaughan) – The Barbusters
8. Only Lonely (Jon Bon Jovi, David Bryan) – Bon Jovi
9. Rabbit's Got the Gun (Joan Jett, Kenny Laguna) – The Hunzz
10. You Got No Place to Go (Michael J. Fox, Alan Mark Poul) – Michael J. Fox
11. Elegy (Thomas Newman) - Rick Cox, Chas Smith, Jon C. Clarke & Michael Boddicker